# Juan Carlos Medina
Pour les articles homonymes, voir Medina.
Juan Carlos Medina, né le 22 décembre 1983 à Torreón, est un footballeur mexicain qui évolue au poste de milieu de terrain au Club Tijuana.